# Jon Kabat-Zinn
Jon Kabat-Zinn (New York, 5 giugno 1944) è un biologo e scrittore statunitense, Professore Emerito di Medicina e fondatore della Stress Reduction Clinic e del Center for Mindfulness in Medicine, Health Care and Society presso la University of Massachusetts Medical School, è insegnante di mindfulness, disciplina che ha il proposito di aiutare le persone a fronteggiare stress, ansia, sofferenza, malattia e a migliorare le proprie condizioni psico-fisiche.

## Biografia
Jon Kabat-Zinn è nato a New York nel 1944 da Elvin Kabat, immunologo, e Sally Kabat, pittrice, ed è cresciuto in un ambiente culturale ricco di stimoli scientifici e artistici, che hanno contribuito a indirizzare il suo futuro percorso di studi e professionale. Si è laureato all'Haverford College e ha ottenuto il Ph.D. in biologia molecolare nel 1971 presso il MIT, dove ha studiato con la guida del Premio Nobel per la medicina Salvador Luria.
Mentre era studente al MIT, Kabat-Zinn frequentò un corso di meditazione e mindfulness tenuto da Philip Kapleau, un missionario Zen, e in seguito continuò a coltivare il suo interesse per queste tematiche seguendo le lezioni dei maestri Zen Thich Nhat Hanh e Seung Sahn e studiando all'Insight Meditation Society, dove poi svolse il ruolo d'insegnante.
In questi anni iniziò anche la pratica dello yoga, che unitamente agli insegnamenti buddisti e alla sua formazione scolastica, lo portarono a elaborare un ambito di pensiero che integrava i principi del buddismo Zen con le sue conoscenze scientifiche e che in seguito pensò di applicare in campo medico. Nel 1979 fondò la "Stress Reduction Clinic" all'Università della Massachusetts Medical School, e qui sviluppò il programma chiamato "Stress Reduction and Relaxation Program", basato su un adattamento terapeutico dei concetti del buddismo Zen; in seguito il corso, di otto settimane, venne chiamato Mindfulness-Based Stress Reduction (MBSR), dove l'elaborazione dei principi buddisti fu proposta con un approccio scientifico.
Successivamente Kabat-Zinn fondò anche il "Center for Mindfulness in Medicine, Health Care, and Society" sempre presso l'Università della Massachusetts Medical School.
Il suo metodo, che associa la meditazione all'Hatha yoga, è attualmente diffuso in tutto il mondo. Lo scopo della metodologia elaborata da Kabat-Zinn è di aiutare i pazienti a far fronte a stress, sofferenza e malattia, per mezzo della "consapevolezza del momento attuale", basata sull'attenzione e la lucidità mentale da dedicare a sé stessi e alla propria condizione del momento presente, per viverlo pienamente e incondizionatamente per ciò che esso è realmente. Kabat-Zinn richiama inoltre al fatto che questo risveglio della consapevolezza e dell'attenzione verso la realtà delle cose è molto importante per accorgersi del reale stato di emergenza ambientale in cui versa il pianeta attualmente, e che necessita della collaborazione di ogni governo e di ogni individuo affinché si possa garantire un futuro vivibile alla specie umana.
Jon Kabat-Zinn iniziò ad attirare l'attenzione del pubblico con il suo primo libro, Vivere momento per momento, che forniva istruzioni dettagliate per la pratica.
Nel 1993 il suo lavoro alla Stress Reduction Clinic fu oggetto di uno special televisivo della PBS presentato da Bill Moyers dal titolo Healing and the Mind, che suscitò grande interesse riguardo al metodo MBSR e per il quale Kabat-Zinn acquistò fama nazionale. Il suo libro del 1994 Dovunque tu vada ci sei già, fu un best seller negli Stati Uniti.
Dalla fine degli anni novanta, negli USA, sono sorte svariate cliniche specializzate nel programma MBSR, oltre che in diversi ospedali come parte integrante di medicina olistica.
Le ricerche condotte da Jon Kabat-Zinn coinvolgono diversi campi di studio come psicologia, medicina, neuroscienze, scienze sociali e scienze dell'educazione e si riferiscono principalmente all'interazione mente-corpo nell'autoguarigione, alle applicazioni cliniche della mindfulness, agli effetti della MBSR riguardo all'ansia, alle funzioni cerebrali e immunologiche, alla psoriasi, ai pazienti con trapianti di midollo osseo, allo stress in diversi ambienti di lavoro e nelle carceri.
Gli studi scientifici rigorosi condotti sui protocolli di mindfulness, compreso l'MBSR, hanno contribuito al nascere di quelle che oggi si chiamano neuroscienze contemplative.
Jon Kabat-Zinn è socio fondatore del Cambridge Zen Center e del Fetzer Institute, ente non profit che promuove valori di solidarietà e cooperazione sociale, è membro di diverse organizzazioni in ambito scientifico e fa parte del Consiglio Direttivo del Mind and Life Institute, gruppo di studio che organizza dialoghi tra il Dalai Lama e gli scienziati occidentali. Per la sua attività professionale ha ottenuto numerosi e importanti riconoscimenti.

## Vita privata
Jon Kabat-Zinn è sposato con Myla Kabat-Zinn, figlia di Roslyn e Howard Zinn, e ha tre figli: Will, Naushon e Serena.

## Opere
- Vivere momento per momento (1990), Corbaccio 2016
- Dovunque tu vada ci sei già (1994) Corbaccio, 1997
- The power of meditation and prayer, with Sogyal Rinpoche, Larry Dossey, Michael Toms. Hay House, 1997. ISBN 1-56170-423-7.
- Benedetti genitori - guida alla crescita interiore del genitore consapevole - con Myla Kabat-Zinn (1997) Corbaccio, 1999
- Mindfulness Meditation for Everyday Life. Piatkus, 2001. ISBN 0-7499-1422-X.
- Il genitore consapevole - con Myla Kabat-Zinn (2000) Tea libri 2002
- Riprendere i sensi. Guarire se stessi e il mondo attraverso la consapevolezza (2005) Corbaccio 2006
- The mindful way through depression: freeing yourself from chronic unhappiness, by J. Mark G. Williams, John D. Teasdale, Zindel V. Segal, Jon Kabat-Zinn. Guilford Press, 2007. ISBN 1-59385-128-6.
- L'arte di imparare da ogni cosa-100 lezioni di consapevolezza (2008) Corbaccio, 2010
- Arriving at Your Own Door. Piatkus Books, 2008. ISBN 0-7499-2861-1.
- The Mind's Own Physician: A Scientific Dialogue with the Dalai Lama on the Healing Power of Meditation, co-authored with Richard Davidson (New Harbinger, 2012) (based on the 13th Mind and Life Institute Dialogue in 2005).
- Mindfulness for Beginners: reclaiming the present moment - and your life. Sounds True, Inc., 2012. ISBN 978-1-60407-753-7.